# Alessandro Spada
Alessandro Spada (ur. 4 kwietnia 1787 w Rzymie, zm. 16 grudnia 1843 tamże) – włoski kardynał, dziekan Roty Rzymskiej.

## Życiorys
Urodził się 4 kwietnia 1787 w Rzymie.
Od 25 czerwca 1827 do 6 kwietnia 1835 sprawował urząd dziekana Roty Rzymskiej. Na konsystorzu 6 kwietnia 1835 papież Grzegorz XVI ustanowił go kardynałem. W okresie od 1836 do 19 maja 1837 był Kamerlingiem Świętego Kolegium Kardynałów. W latach 1839–1842 pełnił urząd legata papieskiego dla Forli (Włochy).
Zmarł w wieku 56 lat, 16 grudnia 1843 w Rzymie.